# Al-Maqrizi
Taqi al-Din Abu al-Abbas Ahmad ibn 'Ali ibn 'Abd al-Qadir ibn Muhammad al-Maqrizi, Al-Maqrizi (Arabisch: تقى الدين أبو العباس أحمد بن على المقريزى; Caïro, ca.  1364 (765 AH) - Caïro, 1442 (845 AH); ook Makrizi) was een Arabisch schrijver uit Egypte.
Hij had, nadat hij in Caïro het ambt van muhtasib  (iemand die waakt over prijzen, kwaliteit van koopwaar en diensten, het respect en de goede zeden in de publieke ruimte) en verscheidene religieuze ambten had waargenomen, voor de post van Kadi (rechter) bedankt.
Uit het groot aantal werken van al-Maqrizi kan men opmaken dat hij een uitgebreide kennis en een voorliefde voor oudheidkundige onderzoekingen bezat. Men heeft van hem een geschiedkundige beschrijving van Egypte (Al Mawaiz wa al-'i'tibar bi dhikr al-khitat wa al-'athar), welk werk belangrijk is om de zeden, klederdracht en de opvattingen van de verschillende volken, die dit land bewoonden,  te leren kennen. Verder zijn van hem ook een verhandeling over de islamitische munten (Šuḏūr al-ʿuqūd fī ḏikr an-nuqūd)  en andere geschriften bewaard gebleven. Men vindt in de Bibliothèque nationale de France te Parijs een autograaf van een Woordenboek van de beroemde mannen van Egypte (al-Muqaffā al-kabīr, ook wel Mokfa genoemd) terug, hetwelk bijna tachtig boekdelen moest uitmaken (volgens Al-Sakhawi). Er zijn ook drie autografen van dit werk bewaard gebleven aan de Universiteit van Leiden. Niettegenstaande het feit dat hij als schrijver behoorlijk betrouwbaar is, wordt hem verweten dat hij te veel aandacht had voor het wonderbare. Zijn stijl was eenvoudig en zuiver.

## Referentie
- art. Makrizi, in P.G. Witsen Geysbeek, Algemeen noodwendig woordenboek der zamenleving 8 (ca. 1850-1860), p. 365. (de eerste versie van dit artikel is hierop gebaseerd en aangevuld en nagekeken aan de hand van de Duits- en Engelstalige Wikipedia-artikels)